# Тод Клевер
Тод Клевер (енгл. Todd Clever; 16. јануар 1983) професионални је амерички рагбиста и бивши капитен репрезентације САД, који тренутно игра за Њукасл Фалконсe. Једини је американац који је успео да заигра у најјачој лиги на свету. Професионалну каријеру започео је на Новом Зеланду, где је играо за Норт Харбор. 2009. постао је први Американац, који је заиграо у супер рагби лиги, потписао је за Лајонсе, јужноафрички тим. Постигао је 3 есеја у 21 утакмици за Лајонсе. После сезоне у Јужноафричкој Републици, провео је 5 сезона у Јапану. 17. септембра 2015. потписао је за енглеског премијерлигаша Њукасл. За репрезентацију САД дебитовао је против Аргентине у августу 2003. Играо је на светском првенству 2007. а на светском првенству 2011. предводио је као капитен репрезентацију САД. Јула 2015. због недисциплине избачен је из репрезентације САД, за коју је до тог дана одиграо 63 утакмице и постигао 11 есеја. Играо је и за рагби 7 репрезентацију САД.